# كاميرون كارتر فيكرز
كاميرون كارتر فيكرز (بالإنجليزية: Cameron Carter-Vickers)‏ (31 ديسمبر 1997 المملكة المتحدة - ) هو لاعب كرة قدم بريطاني، يلعب كمدافع.

## روابط خارجية
- كاميرون كارتر فيكرز على موقع الاتحاد الأوربي (الإنجليزية)
- كاميرون كارتر فيكرز على موقع الدوري الأمريكي (الإنجليزية)
- كاميرون كارتر فيكرز على موقع قاعدة بيانات كرة القدم.إي يو (الإنجليزية)
- كاميرون كارتر فيكرز على موقع ناشيونال فوتبول تيمز (الإنجليزية)
- كاميرون كارتر فيكرز على موقع Soccerbase.com (لاعب) (الإنجليزية)
- كاميرون كارتر فيكرز على موقع Soccerway.com (الإنجليزية)
- كاميرون كارتر فيكرز على موقع عالم كرة القدم.نت (الإنجليزية)
- كاميرون كارتر فيكرز على موقع AS.com (الإسبانية)